# Université Abderrahmane-Mira de Béjaïa
Pour les articles homonymes, voir Béjaïa (homonymie).
L'université Abderrahmane-Mira de Béjaïa ou Université de Béjaïa (arabe : جامعة بجاية ou arabe : جامعة عبد الرحمان ميرة, Kabyle : Tasdawit n'Bgayet/ⵝⴰⵚⴷⴰⵯⵉⵝ ⵏ ⴱⴴⴰⵢⵝ) est une université algérienne créée en 1983 dans la ville de Béjaïa en  Kabylie. 
Elle est classée par le U.S. News & World Report au 70e rang du classement régional 2016 des universités .

## Historique
Créée en 1983 comme instituts d'enseignement supérieur, son effectif est de 205 étudiants et 40 enseignants la première année. Transformée en centre universitaire en 1992 puis en université en 1998. Elle porte le nom de l'ex-colonel de l'ALN Abderrahmane Mira. Elle va atteindre en 2006 un effectif de 22 792 étudiants et 698 enseignants. Pour la rentrée 2012, elle compte près de 41 000 étudiants dont 600 étrangers et 1 600 professeurs, avec 208 offres de formation[réf. souhaitée]. L'université se déploie aujourd'hui sur deux sites : Targa Ouzemmour et Aboudaou.

## Campus de l'université
L'université de Béjaïa dispose de trois campus : Targa Ouzemmour, Aboudaou et plus récemment El Kseur.
- Le campus Targa Ouzemmour : regroupe trois facultés : la faculté de technologie, la faculté des sciences exactes, la faculté de la nature et de la vie.
- Le campus Aboudaou : ouvert en 2003, ce campus, situé sur la route de Tichy - Béjaïa, regroupe cinq facultés : la faculté de droit, la faculté des sciences économiques, la faculté des sciences de gestion et des sciences commerciales, la faculté des lettres et des langues, la faculté des sciences humaines et sociales, et la faculté de médecine.
- Le campus El Kseur : inauguré le 25 Janvier 2021 ce dernier regroupe trois facultés : la faculté de technologie : ST, Architecture et hydraulique  la faculté des SNV : Biologie et sciences alimentaires (S06 et H11) ainsi que la faculté des sciences exactes : Mi, SM, informatique .

## Vie étudiante

### Évolution démographique
Évolution démographique de la population universitaire 

| 2000 | 2001 | 2002   | 2003 | 2004 | 2005 | 2006   | 2007 |
| ---- | ---- | ------ | ---- | ---- | ---- | ------ | ---- |
| -    | -    | 41 000 | -    | -    | -    | 22 792 | -    |

| 2008 | 2009 | 2010 | 2011 | 2012 | 2013 | 2014 | 2015 |
| ---- | ---- | ---- | ---- | ---- | ---- | ---- | ---- |
| -    | -    | -    | -    | -    | -    | -    | -    |

| 2016   | 2017   | - | - | - | - | - | - |
| ------ | ------ | - | - | - | - | - | - |
| 48 000 | 48 000 | - | - | - | - | - | - |

## Facultés
L'université Abderrahmane Mira de Béjaïa est composée de huit facultés :
- Faculté des Sciences Exactes
- Faculté de Technologie
- Faculté des Sciences de la Nature et de la Vie
- Faculté de Droit et des Sciences Politiques
- Faculté des Lettres et des Langues
- Faculté des Sciences Économiques, Sciences Commerciales et Sciences de gestion
- Faculté de Médecine
- Faculté des Sciences Humaines et Sociales.

## Recherche scientifique
L’évolution de la recherche scientifique au sein de l’université de Béjaïa est en progression permanente, elle est représentée actuellement par 20 laboratoires de recherche, agréés par le Ministère de L’Enseignement supérieur et de la Recherche scientifique. L’amélioration de la production scientifique aussi bien sur le plan quantitatif que qualitatif est l’un des objectifs principaux que s’est fixés l’université dans le cadre de ses efforts pour soutenir la recherche scientifique. La production scientifique de l’université de Béjaïa s’est enrichie en 2008 de 76 publications internationales et de 231 communications internationales.
Liste des Laboratoires de recherche de l'université de Béjaïa :
- Laboratoire de technologie des matériaux et du génie des procédés
- Laboratoire des matériaux organiques
- Laboratoire de génie et de l’environnement
- Laboratoire d’hydraulique et de l’environnement
- Laboratoire de génie électrique
- Laboratoire de modélisation et optimisation des systèmes (LAMOS)
- Laboratoire d'informatique médical (LIMED)
- Laboratoire de physique théorique (LPT)
- Laboratoire microbiologie appliquée
- Laboratoire d'écologie et d'environnement
- Laboratoire de bio-mathématique, biophysique biochimie
- Laboratoire de recherche dans les écosystèmes marin et l'aquacole
- Laboratoire écologie microbienne
- Laboratoire biotechnologie végétales et ethno-botanique
- Laboratoire d'économie et développement
- Laboratoire de formation en langues appliquées et ingénierie des langues  en milieu multilingue
- Laboratoire de génie de la construction et architecture
- Laboratoire Interdisciplinaire Santé et Population

## Coopération internationale
L'université de Béjaïa s’est toujours inscrite dans une dynamique de coopération scientifique internationale intense. Il est à noter que dès sa création, l’université a conclu des accords de coopérations inter-unies en particulier avec les universités françaises, espagnoles, canadiennes et américaines. L'université de Béjaïa est membre des divers réseaux internationaux d'échange universitaire: Averoès Erasmus mundus, TEMPUS, CMEP, DEF/CNRS, PCIM.